# Schloss Mammertshofen

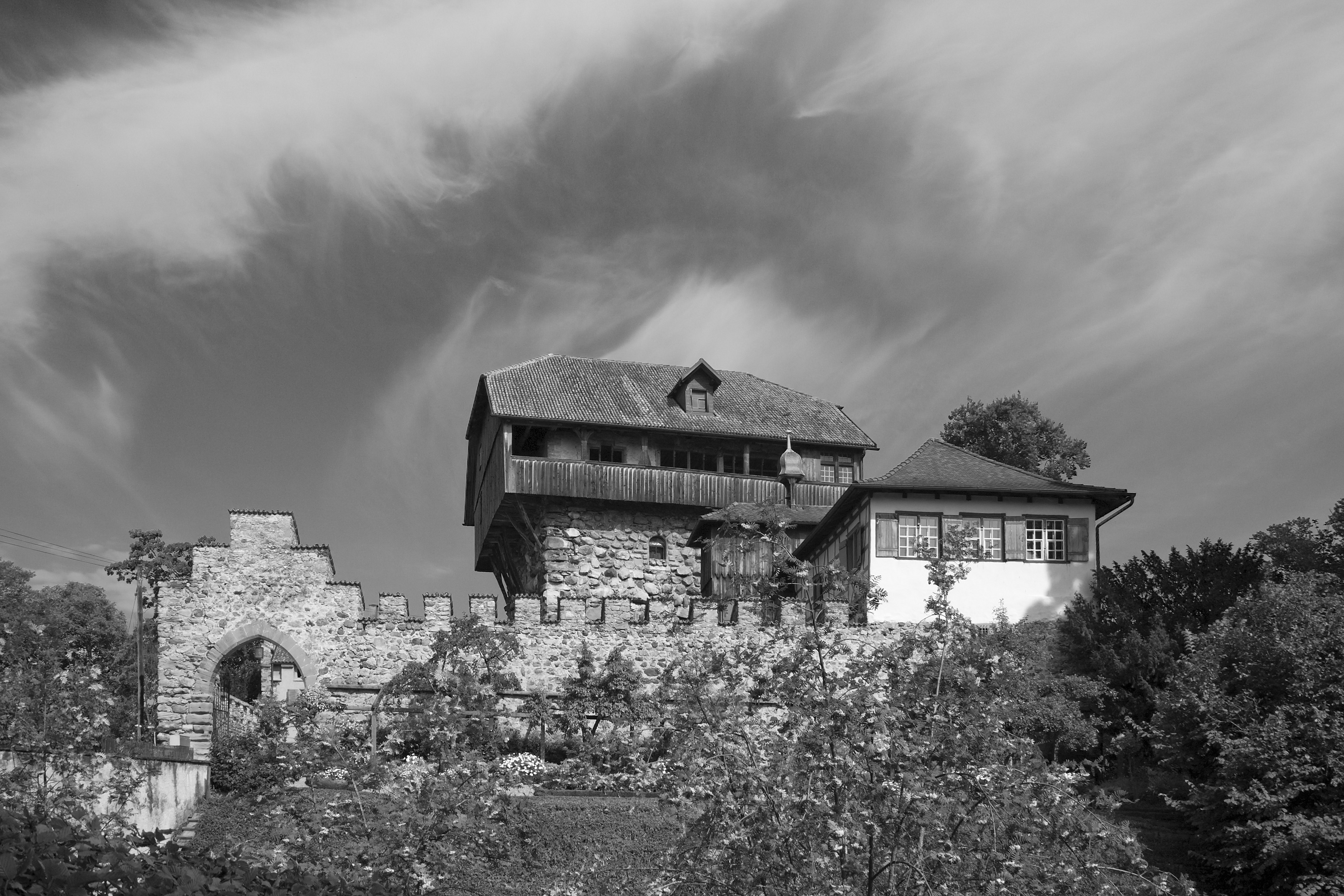
Schloss Mammertshofen mit neugotischem Tor und Stufengiebel

Das Schloss Mammertshofen in Roggwil im Kanton Thurgau ist einer der gewaltigsten Bergfriede in der Schweiz. Er war Sitz der St. Gallischen Marschalken gleichen Namens, deren Geschlecht um 1360 ausstarb. Unter den Schenken von Castell wurde die Burg in den Appenzellerkriegen ohne Kampf eingenommen und darum auch nicht zerstört. Sie verblieb bei diesem Geschlecht bis 1645. 1792 erwarb die Familie Orlandi aus Bevers (GR) im Einverständnis mit Abt Beda Angehrn von St. Gallen das grosse Besitztum für 80'000 Gulden. Es gehörten ca. 300 Jucharten (ca. 108 ha) Land und Wald mit den vier Höfen, «Buhof», «Holzerhof», «Buemüli» und «Winkel» sowie zwei grosse Weingärten dazu. Seit 1792 ist das Schloss im Privatbesitz der gleichen Familie.

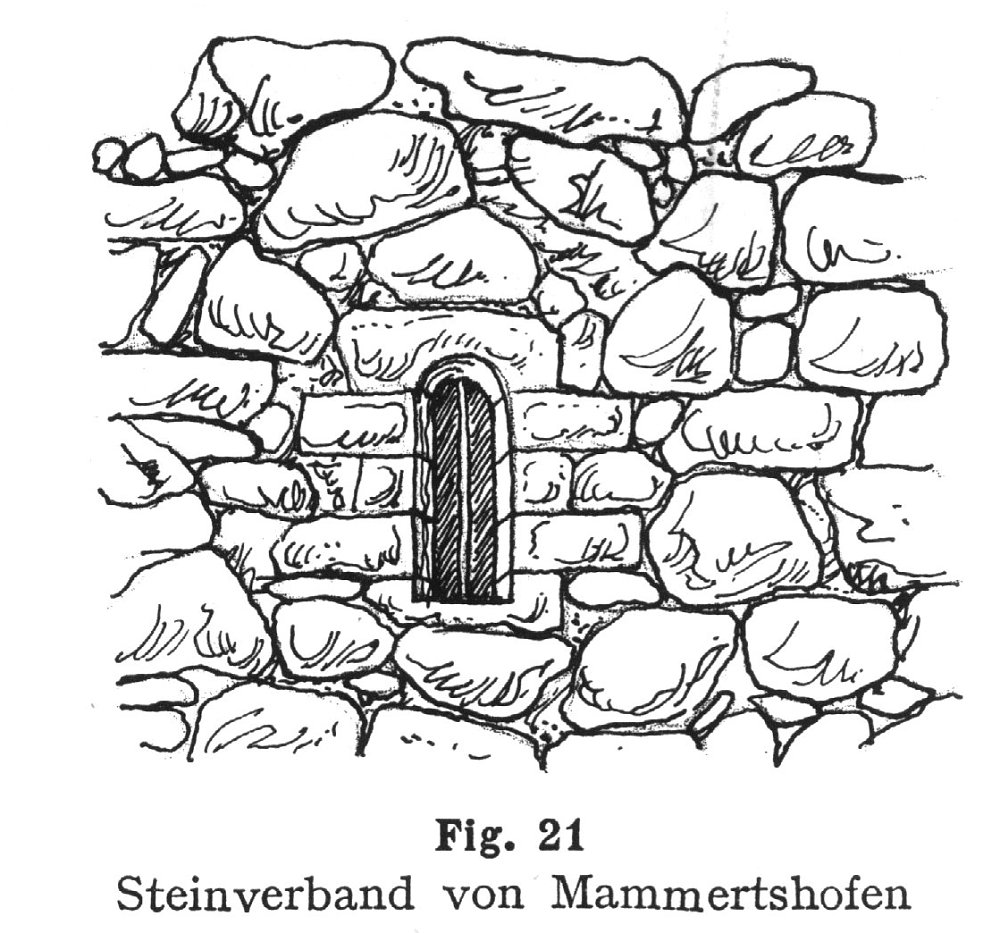
Mauerwerk des Bergfrieds

Im Mauerwerk des Bergfrieds aus dem 13. Jahrhundert liegen Findlinge, die bis zu drei Tonnen wiegen. Der vorragend aufgestockte, hölzerne Obergaden stammt nach dendrologischer Untersuchung aus der Zeit um 1330. Umbauten fanden 1591 und 1655 statt. Seither blieb der Bergfried unverändert. Das alte Wohnhaus wurde 1694 unter dem Schultheiss von Konstanz umgebaut und mit einer Kapelle ergänzt. Das Nordwestgebäude, die Zinnenmauer mit neugotischem Spitzbogentor und die Brücke liess Johann Christoph Kunkler 1852 errichten. Seit 1986 erfolgten verschiedene fachgerechte Innenrestaurationen.
Schloss Mammertshofen war Mitglied der weltlichen Bank im Gerichtsherrenstand im Thurgau.